# Alberto Salerno
Alberto Salerno (Milano, 30 dicembre 1949) è un paroliere e produttore discografico italiano.
È noto per aver scritto il testo del brano Io vagabondo, incisa dai Nomadi, e quelli di altri successi come Bella da morire degli Homo Sapiens, L'isola di Wight dei Dik Dik, Terra promessa di Eros Ramazzotti, Lei verrà di Mango, Donne di Zucchero Fornaciari, Io nascerò di Loretta Goggi e Senza pietà di Anna Oxa.
In alcuni casi ha firmato le canzoni usando lo pseudonimo Manipoli.
Nel 2016 ha ricevuto il premio “Dietro Le Quinte” Festival della canzone italiana e nel 2021 il Premio Bindi Canzone d’autore.

## Biografia
Inizia ad interessarsi alla musica intorno ai 15 anni, scrivendo i primi testi di canzoni e frequentando gli studi di registrazione. Figlio d'arte, il padre, Nicola Salerno in arte Nisa (che ha scritto canzoni di grande successo come Torero, Tu vuò fà l'americano, Guaglione, Non ho l'età e Un ragazzo di strada) lo aiuta in quella che poi diventerà non solo una passione, ma una vera e propria professione.
A sedici anni scrive alcune canzoni con suo fratello Massimo, canzoni che piacciono sia ad Alfredo Rossi, proprietario dell'Ariston e al complesso dei Corvi, canzoni che entrano nell'album 'Un ragazzo di strada'.
A diciott'anni ha il suo primo successo come paroliere: Avevo un cuore (che ti amava tanto), cantata da Mino Reitano.
Nel 1969 Salerno nota il gruppo degli Stormy Six e lo propone ad Alfredo Rossi, proprietario della Ariston. Quando Claudio Rocchi, il bassista, esce dagli Stormy Six, Alberto Salerno e il fratello Massimo scrivono per lui il brano Indiscutibilmente. È il 1970 e il brano segna il debutto da solista di Rocchi, uno dei padri del progressive rock italiano.
Un altro buon successo dello stesso anno è Un uomo molte cose non le sa, scritta con Elio Isola, che Nicola Di Bari presenta nel 1971 alla Mostra Internazionale di Musica Leggera di Venezia.
Per i Nomadi ha scritto Io Vagabondo, una canzone che ha conquistato i gusti di molte generazioni; sempre per il gruppo emiliano ha scritto Quanti anni ho?, Tutto a posto e Senza discutere. Nello stesso periodo collabora con Roberto Vecchioni, scrivendo il testo di Alba corallo per Renato Pareti.
Con Bella da morire, interpretata dagli Homo Sapiens, ha vinto il Festival di Sanremo 1977. Negli anni ottanta inizia a collaborare con artisti che oggi sono considerati di fama mondiale: per Eros Ramazzotti scrive Terra promessa, il primo grande successo dell'artista romano, collaborazione che è continuata con la canzone La storia mia con te, la cui musica è appunto di Eros Ramazzotti, cantata da Gianni Morandi e sigla, tra l'altro, della soap opera CentoVetrine.
Per Zucchero Fornaciari ha scritto Donne, Un piccolo aiuto, Menta e rosmarino, Papà perché e Senza rimorso.
Per Cristiano De André, ha scritto il singolo Dimenticandoti. Per Marcella Bella nel 1988 ha scritto Dopo la tempesta, La mia fede, Esseri umani, Domenica, Quando verrai, Un canto dal Brasile.
Una delle collaborazioni più importanti della carriera di Alberto Salerno, sia nella veste di autore che in quella di produttore artistico, è stata quella con Mango. Dalla collaborazione con l'artista lucano sono nati cinque album e molti grandi successi tra i quali Lei verrà, La rosa dell'inverno e Il mare calmissimo, di cui Alberto Salerno ha scritto i testi, oltre a Stella del nord, Dal cuore in poi e Luce, presentata al Festival di Sanremo 1998.
Come produttore ha realizzato i primi due dischi di Alberto Fortis, che scalarono le classifiche di vendita alla fine degli anni settanta, contenenti brani come Milano e Vincenzo, A voi romani, La sedia di lillà. Proprio grazie all'intervento di Alberto Salerno e, successivamente di Mara Maionchi e Claudio Fabi, Fortis riuscì finalmente a pubblicare le sue canzoni dopo le vicissitudini con la casa editrice It di Vincenzo Micocci (il celebre Vincenzo di "Vincenzo io ti ammazzerò"). Una delle canzoni del primo disco di Alberto Fortis, Sono contento di voi, fu scritta proprio come ringraziamento ai tre (Salerno, Maionchi e Fabi) che resero possibile finalmente la pubblicazione dell'album.
Come autore ha partecipato a diverse edizioni del Festival di Sanremo vincendolo ben quattro volte. Nel 1977 con la canzone Bella da morire, degli Homo Sapiens, nel 1984 con Terra Promessa di Eros Ramazzotti, nel 1999 con Senza Pietà, cantata da Anna Oxa per la quale ha scritto tutti i testi dell'album e ancora nel 2003 con Per dire di no di Alexia. Alberto Salerno ha scritto molte canzoni con Zucchero, tra le quali Donne, Un piccolo aiuto, Tu mi piaci come questa birra, Nella casa c'era, Senza rimorso, Torna a casa e Niente da perdere più brani compresi nell'album degli Adelmo e i suoi Sorapis come Ballantime mood ed E così viene Natale. Ha collaborato con Claudio Mattone per un disco di Syria, L'angelo, che conteneva Sei tu, e per un album dei Neri per Caso. Con il maestro Ennio Morricone ha scritto due canzoni contenute nel film Aida degli alberi cantate da Filippa Giordano. Nel 1982 scrive tutti i testi del nuovo album delle Orme, prodotto da Roberto Colombo, intitolato Venerdì e contenente Marinai presentata al Festival di Sanremo 1982.
Nel 1984 scrive insieme a Renato Brioschi Notte amarena nuovo singolo del cantante Stefano Sani presentato a Saint Vincent Un disco per l'estate - Rai Uno. Nello stesso anno scrive sempre per Stefano Sani anche il singolo Strano sentimento.
Con la Nisa srl, insieme a sua moglie Mara Maionchi, ha scoperto Tiziano Ferro e prodotto i suoi primi tre album: Rosso relativo, 111 e Nessuno è solo.
Successivamente, pur continuando il suo lavoro d'autore, Alberto Salerno ha collaborato con la moglie Mara Maionchi a creare e a far crescere la Non ho l'età, un'etichetta indipendente dedicata alla ricerca di nuovi talenti.
In questi ultimi anni Alberto Salerno si è mantenuto molto attivo nel panorama musicale italiano, in particolare nel mettere la sua esperienza decennale al servizio dei giovani meritevoli. Ha intrapreso quindi una serie di iniziative volte a fornire un aiuto ai ragazzi di talento che cercano di trovare la propria strada nel mondo della musica. Le principali sono Music on Stage (MOS) e l'Officina di Musica e Parole.

## Le canzoni scritte da Alberto Salerno
| Anno | Titolo                                         | Autori del testo                              | Autori della musica                      | Interpreti                                  |
| ---- | ---------------------------------------------- | --------------------------------------------- | ---------------------------------------- | ------------------------------------------- |
| 1966 | 'Stu poco 'e bene                              | Alberto Salerno e Alberto Testa               | Memo Remigi                              | Renata Mauro e Nunzio Gallo                 |
| 1966 | Datemi una lacrima per piangere                | Alberto Salerno                               | Massimo Salerno                          | I Corvi                                     |
| 1966 | Atto di forza nº 10                            | Alberto Salerno                               | Massimo Salerno                          | I Ragazzi del Sole                          |
| 1966 | Giornata più storta che mai                    | Alberto Salerno                               | Massimo Salerno                          | The Hary Stones                             |
| 1966 | Quando un uomo se ne va                        | Alberto Salerno                               | Shaw/Cameron                             | Le lunghe storie                            |
| 1967 | Cierro los ojos                                | Alberto Salerno                               | Massimo Salerno                          | Dean Reed                                   |
| 1967 | Buio in sospensione                            | Alberto Salerno                               | Massimo Salerno                          | Le Ombre d'Oro                              |
| 1967 | Luce                                           | Alberto Salerno                               | Massimo Salerno                          | I Corvi                                     |
| 1967 | Si prega sempre quando è tardi                 | Alberto Salerno                               | Massimo Salerno                          | I Corvi                                     |
| 1967 | Quando quell'uomo ritornerà                    | Alberto Salerno                               | Massimo Salerno                          | I Corvi                                     |
| 1967 | Soffro!Soffro!                                 | Alberto Salerno                               | Grant                                    | Rinaldo Ebasta                              |
| 1967 | E la terra si allontana                        | Alberto Salerno                               | Massimo Salerno                          | I ragazzi del sole                          |
| 1967 | Questo amore                                   | Alberto Salerno                               | F.&.M Reitano                            | Palma Calderoni                             |
| 1967 | Sorri sorri sorridi                            | Manipoli                                      | E.Grant                                  | Anna Identici                               |
| 1967 | Un uomo senza pietà                            | Alberto Salerno                               | Massimo Salerno                          | Pierfranco Colonna/Alberto Anelli           |
| 1967 | Pioggia nelle strade                           | Alberto Salerno                               | Massimo Salerno                          | Leonardo                                    |
| 1967 | Giù in città                                   | Alberto Salerno                               | Massimo Salerno                          | Leonardo                                    |
| 1967 | Quello che non è gloria                        | Alberto Salerno                               | Massimo Salerno                          | Mario Guarnera                              |
| 1967 | Se di notte                                    | Alberto Salerno                               | Massimo Salerno                          | Mario Guarnera                              |
| 1967 | Atto di forze n.10                             | Alberto Salerno                               | Massimo Salerno                          | I Ragazzi del sole                          |
| 1968 | Non c'è nessuno                                | Alberto Salerno                               | F & M Reitano                            | Elio Gandolfi                               |
| 1968 | Cielo mio                                      | Alberto Salerno                               | G.Guarnieri                              | Anna Identici                               |
| 1968 | Un altro momento                               | Alberto Salerno                               | Massimo Salerno                          | Mario Guarnera                              |
| 1968 | Avevo un cuore (che ti amava tanto)            | Alberto Salerno                               | Franco e Mino Reitano                    | Mino Reitano                                |
| 1968 | Non mi cambierai                               | Alberto Salerno                               | Politi/White                             | Anna Identici                               |
| 1969 | La nostra città                                | Alberto Salerno                               | Gianni Guarnieri                         | Rosanna Fratello                            |
| 1969 | Meglio una sera piangere da solo               | Alberto Salerno e Nisa                        | Franco e Mino Reitano                    | Mino Reitano e Claudio Villa                |
| 1969 | Per un uomo solo                               | Alberto Salerno                               | Franco e Mino Reitano                    | Mino Reitano                                |
| 1969 | Questo amore                                   | Alberto Salerno                               | Franco e Mino Reitano                    | Mino Reitano                                |
| 1969 | Ricordo il profumo dell'erba                   | Alberto Salerno                               | Massimo Salerno                          | Mino Reitano                                |
| 1969 | Mare                                           | Alberto Salerno                               | Umberto Bindi                            | Umberto Bindi                               |
| 1969 | Occhi freddi                                   | Alberto Salerno                               | Gerald/Roust                             | Richard & Samuel                            |
| 1969 | Per un uomo solo                               | Alberto Salerno                               | F & M Reitano                            | Mino Reitano                                |
| 1970 | Occhi pieni di vento                           | Alberto Salerno                               | Massimo Salerno                          | Wess/ Ricky Gianco                          |
| 1970 | Una strega dagli occhi blu                     | Alberto Salerno                               | L.Marino/G.Guarnieri                     |                                             |
| 1970 | Cambio casa, cambio anima                      | Alberto Salerno e Alice Malakina              | Paul Piot                                | Alice                                       |
| 1970 | Carità                                         | Alberto Salerno                               | Massimo Salerno-Mario Guarnieri          | Rosanna Fratello/Paolo Mengoli/Franca Belli |
| 1970 | E'lei E' lei                                   | Alberto Salerno                               | Milovic/St Jovin                         | Laurent                                     |
| 1970 | Ma perché                                      | Alberto Salerno                               | F & M Reitano                            | Mino Reitano                                |
| 1970 | Ricordo il profumo dell'erba                   | Alberto Salerno                               | Massimo Salerno                          | Mino Reitano                                |
| 1970 | L'isola di Wight                               | Alberto Salerno e Claudio Daiano              | Michel Delpech e Roland Vincent          | Dik Dik                                     |
| 1970 | Indiscutibilmente                              | Alberto Salerno                               | Massimo Salerno                          | Claudio Rocchi                              |
| 1970 | In questo silenzio                             | Alberto Salerno                               | Alfredo Ferrari                          | Ornella Vanoni                              |
| 1970 | Romanzo                                        | Alberto Salerno                               | Alfredo Ferrari                          | Gli Scooters                                |
| 1970 | Io senza te                                    | Alberto Salerno                               | Alfredo Ferrari                          | Paolo Mengoli                               |
| 1971 | Un uomo molte cose non le sa                   | Alberto Salerno                               | Elio Isola                               | Nicola Di Bari / Ornella Vanoni             |
| 1971 | Io sto vivendo senza te                        | Alberto Salerno                               | Massimo Salerno                          | Loretta Goggi                               |
| 1971 | Addio mamma, addio papà                        | Alberto Salerno                               | Massimo Salerno                          | Ricchi e Poveri                             |
| 1971 | Davanti al mare                                | Alberto Salerno                               | Oscar Prudente                           | Oscar Prudente                              |
| 1971 | Nella mia mente la tempesta                    | Alberto Salerno                               | F & M Reitano                            | Diana Morini/Mino Reitano                   |
| 1971 | E si                                           | Alberto Salerno                               | F & M Reitano                            | Mino Reitano                                |
| 1971 | Più in là                                      | Alberto Salerno/Mogol                         | Massimo Salerno                          | Computers                                   |
| 1971 | Stella Stella                                  | Alberto Salerno                               | Bruno Lauzi                              | La Verde Stagione                           |
| 1972 | Per amore ricomincerei                         | Alberto Salerno e Marisa Terzi                | Ciro Dammicco                            | Delia                                       |
| 1972 | Io vagabondo                                   | Alberto Salerno                               | Damiano Dattoli                          | Nomadi                                      |
| 1972 | Argani e trattori                              | Alberto Salerno                               | Mario Lavezzi                            | Adriano Pappalardo                          |
| 1972 | Quanti anni ho                                 | Alberto Salerno                               | Damiano Dattoli                          | Nomadi                                      |
| 1972 | L'Onestà                                       | Alberto Salerno                               | L.Ilhe                                   | La verde stagione                           |
| 1972 | Per carità lasciami entrare                    | Alberto Salerno                               | Damiano Dattoli                          | Angela Bini                                 |
| 1972 | L'amore é un aquilone                          | Alberto Salerno                               | F & M Reitano                            | Mino Reitano                                |
| 1972 | Un uomo molte cose non le sa                   | Alberto Salerno                               | Elio Isola                               | Ornella Vanoni e Nicola di Bari             |
| 1972 | Fuori piove riscaldami tu                      | Alberto Salerno                               | Mario Lavezzi                            | Flora fauna e cemento                       |
| 1972 | C'è un po di vento fuori                       | Alberto Salerno                               | Massimo Salerno                          | Leonardo                                    |
| 1972 | Forse domani ritorno da te                     | Alberto Salerno                               | Ciro Dammicco                            | Ciro Dammicco                               |
| 1972 | Paesi volti immagini                           | Alberto Salerno                               | Mario Tessuto                            | Mario Tessuto                               |
| 1972 | Ti perdono                                     | Alberto Salerno                               | Damiano Dattoli                          | Sara                                        |
| 1973 | Vivere                                         | Alberto Salerno                               | Dario Baldan Bembo                       | Trio Tredici                                |
| 1973 | Due penne all'aglio                            | Alberto Salerno                               | Dario Baldan Bembo                       | Trio Tredici                                |
| 1973 | Discorso                                       | Alberto Salerno                               | Dario Baldan Bembo                       | Andy                                        |
| 1973 | Cara amica mia                                 | Alberto Salerno                               | Damiano Dattoli                          | Gens                                        |
| 1973 | Giovane amore                                  | Alberto Salerno                               | Mario Tessuto                            | Mario Tessuto                               |
| 1973 | Cosi era e cosi sia                            | Alberto Salerno                               | Ciro Dammicco                            | Ciro Dammicco                               |
| 1973 | Un uomo nella vita                             | Alberto Salerno                               | Ciro Dammicco                            | Ciro Dammicco                               |
| 1973 | Dolce Jenny                                    | Alberto Salerno                               | Franco Specchia                          | Ciro Dammicco                               |
| 1973 | Come bambini                                   | Alberto Salerno                               | Mario Lavezzi                            | Flora fauna e cemento                       |
| 1973 | Alba corallo                                   | Alberto Salerno e Roberto Vecchioni           | Renato Pareti                            | Renato Pareti                               |
| 1973 | Libertà e schiavitù                            | Alberto Salerno                               | Bruno Tavernese                          | Adriano Pappalardo                          |
| 1973 | Tu lo puoi                                     | Alberto Salerno                               | Bruno Tavernese                          | Adriano Pappalardo                          |
| 1973 | Io di colpo insieme a te                       | Alberto Salerno                               | Damiano Dattoli                          | Adriano Pappalardo                          |
| 1973 | Quadro lontano                                 | Alberto Salerno                               | Bruno Tavernese                          | Adriano Pappalardo                          |
| 1973 | Quanti anni ho?                                | Alberto Salerno                               | Damiano Dattoli                          | Nomadi                                      |
| 1973 | Cara amica mia                                 | Alberto Salerno                               | Damiano Dattoli                          | Gens                                        |
| 1973 | Primavera                                      | Alberto Salerno e Maurizio Vandelli           | Damiano Dattoli                          | Equipe 84                                   |
| 1973 | Io sto bene senza te                           | Alberto Salerno                               | Massimo Salerno                          | Wess e i Blocco Mentale                     |
| 1973 | Da solo                                        | Alberto Salerno                               | Bruno Tavernese / Claudio Fabi           | Adriano Pappalardo                          |
| 1973 | No signori                                     | Alberto Salerno                               | Claudio Fabi                             | Adriano Pappalardo                          |
| 1973 | Il confine                                     | Alberto Salerno                               | Leo Ricchi                               | Dik Dik                                     |
| 1973 | Io lavoro ogni giorno                          | Alberto Salerno                               | F.Minnini e F.M. Reitano                 | Mino Reitano                                |
| 1973 | Come Bambini                                   | A.Salerno/Mogol                               | Mario Lavezzi                            | Adriano Pappalardo                          |
| 1974 | Pensaci                                        | A.Salerno                                     | Mario Lavezzi                            | Adriano Pappalardo                          |
| 1974 | Strada bianca                                  | Manipoli (pseudonimo di Alberto Salerno)      | Massimo Luca                             | Data                                        |
| 1974 | Il confine                                     | Alberto Salerno                               | Leo Ricchi                               | Dik Dik e Nomadi                            |
| 1974 | Uno sbaglio                                    | Alberto Salerno                               | Corrado Castellari                       | Nomadi                                      |
| 1974 | Compleanno                                     | Manipoli (pseudonimo di Alberto Salerno)      | Tozzi / Dattoli / Luca                   | Data                                        |
| 1974 | Tutto il mio mondo                             | Manipoli (pseudonimo di Alberto Salerno)      | Damiano Dattoli                          | Data                                        |
| 1974 | Dove va l'umanità                              | Manipoli (pseudonimo di Alberto Salerno)      | Tozzi / Dattoli / Luca                   | Data                                        |
| 1974 | Per mia madre                                  | Manipoli (pseudonimo di Alberto Salerno)      | Umberto Tozzi                            | Data                                        |
| 1974 | Aria in me                                     | Manipoli (pseudonimo di Alberto Salerno)      | Tozzi / Dattoli / Luca                   | Data                                        |
| 1974 | Io e la mia scimmia                            | Manipoli (pseudonimo di Alberto Salerno)      | Umberto Tozzi e Damiano Dattoli          | Data                                        |
| 1974 | Magia                                          | Manipoli (pseudonimo di Alberto Salerno)      | Massimo Luca                             | Data                                        |
| 1974 | Attore di varietà                              | Manipoli (pseudonimo di Alberto Salerno)      | Tozzi / Dattoli / Luca                   | Data                                        |
| 1974 | Congresso di filosofia                         | Manipoli (pseudonimo di Alberto Salerno)      | Damiano Dattoli                          | Flora, Fauna & Cemento                      |
| 1974 | Tutto a posto                                  | Alberto Salerno                               | Bruno Tavernese                          | Nomadi                                      |
| 1974 | Colline e fossi                                | Alberto Salerno                               | Computers                                | Computers                                   |
| 1974 | E discussione non c'è                          | Alberto Salerno                               | Computers                                | Computers                                   |
| 1974 | Uomo di pioggia                                | Alberto Salerno                               | Dario Baldan Bembo                       | I Domodossola                               |
| 1974 | E le comete si distesero nel blu               | Alberto Salerno                               | Maurizio Fabrizio                        | Romina Power                                |
| 1974 | Ritratti della mia incoscienza                 | Alberto Salerno                               | Maurizio Fabrizio                        | Mia Martini                                 |
| 1974 | Malata di allegria                             | Alberto Salerno                               | Gabriele Balducci                        | Giovanna                                    |
| 1974 | Primavera                                      | Alberto Salerno                               | Damiano Dattoli                          | Blue Jeans                                  |
| 1975 | Oh Mama mama                                   | Alberto Salerno                               | Computer                                 | I Computer                                  |
| 1975 | Proprio come sei (Just the way you are)        | Alberto Salerno                               | L. Ware                                  | Lara Saint Paul                             |
| 1975 | Ora il disco va                                | Alberto Salerno                               | Umberto Napolitano                       | Umberto Napolitano                          |
| 1975 | E' l'amore che muore                           | Alberto Salerno                               | M.Manchester                             | Wess & Dori Ghezzi                          |
| 1975 | Filo d'erba                                    | Alberto Salerno                               | C.Dammico-G.Ziglioli                     | Dora Moroni/Sissi                           |
| 1975 | Irlanda                                        | Alberto Salerno                               | Umberto Napolitano                       | Umberto Napolitano                          |
| 1975 | Banco                                          | Alberto Salerno                               | Mario Balducci                           | Lara Saint Paul                             |
| 1975 | Frammenti                                      | Alberto Salerno                               | Massimo Salerno / Mario Balducci         | Lara Saint Paul                             |
| 1975 | Rilassati e dimentica                          | Alberto Salerno                               | Massimo Salerno / Mario Balducci         | Lara Saint Paul                             |
| 1975 | Corpi                                          | Alberto Salerno                               | Massimo Salerno                          | Lara Saint Paul                             |
| 1975 | Senza discutere                                | Alberto Salerno                               | Umberto Napolitano / Guido Maria Ferilli | Nomadi                                      |
| 1975 | Fatti Miei                                     | Alberto Salerno                               | Bruno Tavernese                          | Nomadi                                      |
| 1975 | In via dei giardini                            | Alberto Salerno                               | Walter Foini                             | Walter Foini                                |
| 1975 | Entrando nel tuo mondo                         | Alberto Salerno                               | Walter Foini                             | Walter Foini                                |
| 1976 | Bella donna                                    | Alberto Salerno                               | Mario Balducci                           | Gli Era                                     |
| 1976 | Cosa ho fatto per lei                          | Alberto Salerno                               | Mario Balducci                           | Gli Era                                     |
| 1976 | L'attrice                                      | Alberto Salerno                               | Mario Lavezzi                            | Loredana Bertè                              |
| 1976 | Piccola io                                     | Alberto Salerno                               | Massimo Salerno                          | Loredana Bertè                              |
| 1976 | Aiutami                                        | Alberto Salerno                               | Massimo Salerno                          | Loredana Bertè                              |
| 1976 | Il mio primo rossetto                          | Alberto Salerno                               | Umberto Napolitano                       | Rosanna Fratello                            |
| 1976 | Troppo buona                                   | Alberto Salerno                               | T. Fuentes                               | Rosanna Fratello                            |
| 1976 | Pelle di sole                                  | Alberto Salerno                               | Umberto Napolitano                       | Santino Rocchetti                           |
| 1976 | Mia                                            | Alberto Salerno                               | Umberto Napolitano                       | Santino Rocchetti                           |
| 1976 | Pazza e incosciente                            | Alberto Salerno                               | Walter Foini                             | Walter Foini                                |
| 1976 | Rita no                                        | Alberto Salerno                               | Walter Foini                             | Walter Foini                                |
| 1976 | Quella di sempre                               | Alberto Salerno                               | Julio Iglesias                           | A.Magdalena                                 |
| 1976 | Il dottor Funky                                | Alberto Salerno / Luigi Albertelli            | M. e G. Balducci                         | Patty Pravo                                 |
| 1977 | Maria                                          | Alberto Salerno                               | G.Mocchetti                              | Joe Dassin                                  |
| 1977 | Libera uscita                                  | Alberto Salerno                               | Renato Pareti                            | I sogni proibiti                            |
| 1977 | Perdonami ora                                  | Alberto Salerno                               | Silvano Vittorio                         | Silvano Vittorio                            |
| 1977 | Dona                                           | Alberto Salerno                               | Renato Sabbioni                          | Malbo                                       |
| 1977 | Mexico                                         | Alberto Salerno                               | Magiordani                               | San Diego                                   |
| 1977 | Soli                                           | Alberto Salerno                               | Renato Pareti                            | Dora Moroni                                 |
| 1977 | Un Angelo                                      | Alberto Salerno                               | Massimo Salerno                          | Bruno Castiglia                             |
| 1977 | Bambina                                        | Alberto Salerno                               | Peter Felisatti                          | Peter Felisatti                             |
| 1977 | Bella da morire                                | Alberto Salerno                               | Renato Pareti                            | Homo Sapiens                                |
| 1977 | Nel nostro mondo                               | Alberto Salerno                               | Umberto Napolitano                       | Umberto Napolitano                          |
| 1977 | Autunno                                        | Alberto Salerno                               | Umberto Napolitano                       | Umberto Napolitano                          |
| 1977 | Pietra su pietra                               | Alberto Salerno                               | Massimo Salerno                          | Fred Bongusto                               |
| 1977 | Io e te stasera                                | Alberto Salerno                               | Renato Pareti                            | Homo Sapiens                                |
| 1977 | Dolce angelo d'amore                           | Alberto Salerno                               | Balducci/Tessuto                         | Mario Tessuto                               |
| 1977 | Il vento e la pazzia                           | Alberto Salerno                               | Balducci/Tessuto                         | Mario Tessuto                               |
| 1977 | Where We Want to be                            | Alberto Salerno                               | Perelli/Seago                            | John Law                                    |
| 1977 | Alba corallo                                   | Alberto Salerno                               | Renato Pareti                            | Renato Pareti                               |
| 1977 | Un gradino giorno per giorno                   | Alberto Salerno                               | Magiordani                               | Mauro Giordani                              |
| 1977 | Piccoli amanti                                 | Alberto Salerno                               | Renato Pareti                            | I Nuovi Angeli                              |
| 1977 | Il mio vicino                                  | Alberto Salerno                               | Massimo Salerno                          | Massimo Salerno                             |
| 1977 | Le ragazze pon pon                             | Alberto Salerno                               | Renato Pareti                            | Il segno dello zodiaco                      |
| 1978 | Due mele                                       | Alberto Salerno                               | Renato Pareti                            | Homo Sapiens                                |
| 1978 | Un orsacchiotto                                | Alberto Salerno                               | Renato Pareti                            | Homo Sapiens                                |
| 1978 | Atto proibito                                  | Alberto Salerno                               | Renato Pareti                            | Homo Sapiens                                |
| 1978 | Ricerca di gruppo                              | Alberto Salerno                               | Renato Pareti                            | Homo Sapiens                                |
| 1978 | Amare...volare...                              | Alberto Salerno                               | Renato Pareti                            | Homo Sapiens                                |
| 1978 | Vestita o svestita                             | Alberto Salerno                               | Renato Pareti                            | Homo Sapiens                                |
| 1978 | California                                     | Alberto Salerno                               | Renato Pareti                            | Homo Sapiens                                |
| 1978 | ... e sfidi il vento                           | Alberto Salerno                               | Renato Pareti                            | Homo Sapiens                                |
| 1978 | Viaggio a Berlino                              | Alberto Salerno                               | Piero Soffici                            | Iva Zanicchi                                |
| 1978 | Compro tutto                                   | Alberto Salerno                               | Walter Foini                             | Walter Foini                                |
| 1978 | Sedie di paglia                                | Alberto Salerno                               | Walter Foini                             | Walter Foini                                |
| 1978 | Amore di un mattino                            | Alberto Salerno                               | Walter Foini                             | Walter Foini                                |
| 1978 | Viaggio                                        | Alberto Salerno                               | Walter Foini                             | Walter Foini                                |
| 1978 | Autoironia                                     | Alberto Salerno                               | Walter Foini                             | Walter Foini                                |
| 1978 | Festa                                          | Alberto Salerno                               | Walter Foini                             | Walter Foini                                |
| 1978 | Lungo il sentiero della vita                   | Alberto Salerno                               | Walter Foini                             | Walter Foini                                |
| 1978 | La mia primavera                               | Alberto Salerno                               | Walter Foini                             | Walter Foini                                |
| 1978 | Madre                                          | Alberto Salerno                               | Walter Foini                             | Walter Foini                                |
| 1978 | Nel tempo                                      | Alberto Salerno                               | Walter Foini                             | Walter Foini                                |
| 1978 | Una donna una storia                           | Alberto Salerno                               | Walter Foini                             | Walter Foini                                |
| 1978 | Fresca d'autunno                               | Alberto Salerno                               | Walter Foini                             | Walter Foini                                |
| 1978 | Giorno e notte                                 | Alberto Salerno                               | Walter Foini                             | Walter Foini                                |
| 1978 | Bambola di cera                                | Alberto Salerno                               | Walter Foini                             | Walter Foini                                |
| 1978 | Che cos'è                                      | Alberto Salerno                               | Walter Foini                             | Walter Foini                                |
| 1978 | Conseguenza di una fine                        | Alberto Salerno                               | Walter Foini                             | Walter Foini                                |
| 1978 | Racconto                                       | Alberto Salerno                               | Walter Foini                             | Walter Foini                                |
| 1978 | Fai tu                                         | Alberto Salerno                               | Walter Foini                             | Walter Foini                                |
| 1978 | Un addio una canzone un ricordo un'impressione | Alberto Salerno                               | Walter Foini                             | Walter Foini                                |
| 1978 | Jenny                                          | Alberto Salerno                               | Renato Pareti                            | Renato Pareti                               |
| 1978 | Mentre vivo senza te                           | Alberto Salerno/Sergio Bardotti               | Muro Culotta                             | Ornella Vanoni                              |
| 1978 | Paisà                                          | Alberto Salerno                               | Gianni Mocchetti/Pino Massara            | Gianni Mocchetti                            |
| 1978 | Sulla punta di una stella                      | Alberto Salerno                               | Gianni Mocchetti/Pino Massara            | Gianni Mocchetti                            |
| 1978 | Cantilena                                      | Manipoli                                      | Gianni Mocchetti / Pino Massara          | Gianni Mocchetti                            |
| 1978 | Il balcone di Marta                            | Manipoli                                      | Gianni Mocchetti / Pino Massara          |                                             |
| 1978 | Fotografie                                     | Manipoli                                      | Mario Flores                             | Mario Flores                                |
| 1978 | Adesso Adesso                                  | Alberto Salerno                               | Xanto                                    | Claudio Lippi                               |
| 1978 | Mi assomigli un po'                            | Manipoli                                      | Mario Flores                             | Mario Flores                                |
| 1979 | Il valzer finì                                 | Alberto Salerno                               | Salvatore Fabrizio                       | Ewa Aulin                                   |
| 1979 | Play boy                                       | Alberto Salerno                               | Salvatore Fabrizio                       | Ewa Aulin                                   |
| 1979 | Prendi                                         | Alberto Salerno                               | Salvatore Fabrizio                       | Ewa Aulin                                   |
| 1979 | Principessa                                    | Alberto Salerno                               | Salvatore Fabrizio                       | Ewa Aulin                                   |
| 1979 | Come un battito d'ali                          | Alberto Salerno                               | Salvatore Fabrizio                       | Ewa Aulin                                   |
| 1979 | Dolce così                                     | Alberto Salerno                               | Salvatore Fabrizio                       | Ewa Aulin                                   |
| 1979 | Un giorno da ubriaco                           | Alberto Salerno                               | Mauro Bianco                             | Mauro Bianco                                |
| 1979 | Io voglio te                                   | Alberto Salerno                               | Mauro Bianco                             | Mauro Bianco                                |
| 1979 | Talismano nero                                 | Manipoli (pseudonimo di Alberto Salerno)      | Gianni Mocchetti                         | Gianni Mocchetti                            |
| 1979 | Cantilena musica                               | Alberto Salerno                               | Gianni Mocchetti e Pino Massara          | Gianni Mocchetti                            |
| 1979 | Paisà                                          | Alberto Salerno                               | Gianni Mocchetti e Pino Massara          | Gianni Mocchetti                            |
| 1979 | Il balcone di Marta                            | Alberto Salerno                               | Gianni Mocchetti                         | Gianni Mocchetti                            |
| 1979 | Leggenda maya                                  | Alberto Salerno                               | Gianni Mocchetti                         | Gianni Mocchetti                            |
| 1979 | Sulla punta di una stella                      | Alberto Salerno                               | Gianni Mocchetti                         | Gianni Mocchetti                            |
| 1979 | Bianco                                         | Alberto Salerno                               | Gianni Mocchetti                         | Gianni Mocchetti                            |
| 1979 | Canzone di paese                               | Alberto Salerno                               | Gianni Mocchetti                         | Gianni Mocchetti                            |
| 1979 | Angelina non lo sa                             | Alberto Salerno                               | Gianni Mocchetti                         | Gianni Mocchetti                            |
| 1979 | L'ultima poesia                                | Alberto Salerno                               | Gianni Mocchetti                         | Gianni Mocchetti                            |
| 1979 | Compravendita                                  | Alberto Salerno                               | Angelo Valsiglio                         | Magnum                                      |
| 1979 | Talismano nero                                 | Alberto Salerno                               | Gianni Mocchetti                         | Gianni Mocchetti                            |
| 1979 | Bianco                                         | Alberto Salerno                               | Gianni Mocchetti                         | Gianni Mocchetti                            |
| 1979 | Io sto con te                                  | Alberto Salerno                               | S.Fabrizio                               | Santino Rocchetti                           |
| 1979 | Figlia mia                                     | Alberto Salerno                               | Pascal Danel                             | Pascal Danel                                |
| 1980 | Ali di vento                                   | Alberto Salerno                               | Mario Balducci                           | Lalla Guia                                  |
| 1980 | I sing for you                                 | Alberto Salerno                               | Salvatore Fabrizio                       | Sally Oldfield                              |
| 1980 | Farfalla                                       | Alberto Salerno                               | Ettore Sciorilli                         | Ettore Sciorilli                            |
| 1980 | Non si può                                     | Alberto Salerno                               | Ettore Sciorlli                          | Ettore Sciorilli                            |
| 1980 | Bianca di luna                                 | Alberto Salerno                               | Mauro Bianco                             | Mauro Bianco                                |
| 1980 | Un buon dottore                                | Alberto Salerno                               | Mauro Bianco                             | Mauro Bianco                                |
| 1980 | Un amore in garage                             | Alberto Salerno                               | Gianni Mocchetti                         | Gianni Mocchetti                            |
| 1980 | Cane da città                                  | Alberto Salerno                               | Gianni Mocchetti                         | Gianni Mocchetti                            |
| 1981 | Canta                                          | Alberto Salerno                               | Walter Foini                             | Walter Foini                                |
| 1981 | Non va che torno                               | Alberto Salerno                               | Walter Foini                             | Walter Foini                                |
| 1981 | È mattino                                      | Alberto Salerno                               | Walter Foini                             | Walter Foini                                |
| 1981 | Ritratto di un amore                           | Alberto Salerno                               | Walter Foini                             | Walter Foini                                |
| 1981 | Fatti avanti                                   | Alberto Salerno                               | Walter Foini                             | Walter Foini                                |
| 1981 | Ragazza di città                               | Alberto Salerno                               | Walter Foini                             | Walter Foini                                |
| 1981 | Non è più domenica                             | Alberto Salerno                               | Walter Foini                             | Walter Foini                                |
| 1981 | Mia cara                                       | Alberto Salerno                               | Walter Foini                             | Walter Foini                                |
| 1981 | Cioccolata a colazione                         | Alberto Salerno                               | Osvaldo Pizzoli e Mario Della Stella     | I piloti                                    |
| 1981 | Amarti non è                                   | Alberto Salerno                               | Osvaldo Pizzoli e Mario Della Stella     | I piloti                                    |
| 1981 | Non far complimenti                            | Alberto Salerno                               | Osvaldo Pizzoli e Mario Della Stella     | I piloti                                    |
| 1981 | Perché soli?                                   | Alberto Salerno                               | Osvaldo Pizzoli e Mario Della Stella     | I piloti                                    |
| 1981 | Storia di domani                               | Alberto Salerno                               | Walter Foini                             | Walter Foini                                |
| 1982 | Valentina                                      | Alberto Salerno                               | Salvatore Fabrizio                       | Popi Fabrizio                               |
| 1982 | Nel cielo                                      | Alberto Salerno                               | Salvatore Fabrizio                       | Popi Fabrizio                               |
| 1982 | Biancaneve                                     | Alberto Salerno                               | Tony Pagliuca e Aldo Tagliapietra        | Le Orme                                     |
| 1982 | Arianna                                        | Alberto Salerno                               | Tony Pagliuca e Aldo Tagliapietra        | Le Orme                                     |
| 1982 | Cercherò                                       | Alberto Salerno                               | Tony Pagliuca e Aldo Tagliapietra        | Le Orme                                     |
| 1982 | La notte                                       | Alberto Salerno                               | Tony Pagliuca e Aldo Tagliapietra        | Le Orme                                     |
| 1982 | Marinai                                        | Alberto Salerno e D'Amico                     | Tony Pagliuca e Aldo Tagliapietra        | Le Orme                                     |
| 1982 | Storie che non tornano                         | Alberto Salerno                               | Tony Pagliuca e Aldo Tagliapietra        | Le Orme                                     |
| 1982 | Rubacuori                                      | Alberto Salerno e D'Amico                     | Tony Pagliuca e Aldo Tagliapietra        | Le Orme                                     |
| 1982 | La sorte                                       | Alberto Salerno                               | Tony Pagliuca e Aldo Tagliapietra        | Le Orme                                     |
| 1982 | Com'era bello                                  | Alberto Salerno                               | Tony Pagliuca e Aldo Tagliapietra        | Le Orme                                     |
| 1982 | Prendi me                                      | Alberto Salerno                               | Renato Brioschi                          | Bobby Solo                                  |
| 1982 | Canzone dedicata                               | Alberto Salerno                               | Walter Foini                             | Walter Foini                                |
| 1982 | Ragazza di città                               | Alberto Salerno                               | Walter Foini                             | Walter Foini                                |
| 1982 | Prendi me                                      | Alberto Salerno                               | Renato Brioschi                          | Bobby Solo                                  |
| 1983 | Giulietta e Romeo                              | Alberto Salerno                               | Laurex                                   | Bruno Laurenti                              |
| 1983 | Occhi alla luna                                | Alberto Salerno                               | Laurex                                   | Bruno Laurenti                              |
| 1983 | Zanzibar                                       | Alberto Salerno                               | L. Schiavone e E.Ercolani                | Accademia                                   |
| 1983 | Scusa ci sto                                   | Alberto Salerno                               | Fio Zanotti                              | Marcella Bella                              |
| 1983 | Selvaggia                                      | Alberto Salerno                               | Renato Pareti                            | Loredana Bertè                              |
| 1983 | Stelle azzurre                                 | Manipoli                                      | Deja                                     | Maurizio Lauzi                              |
| 1984 | Terra promessa                                 | Alberto Salerno e Eros Ramazzotti             | Renato Brioschi                          | Eros Ramazzotti                             |
| 1984 | Notte amarena                                  | Alberto Salerno                               | Renato Brioschi                          | Stefano Sani                                |
| 1984 | Strano sentimento                              | Alberto Salerno                               | Renato Brioschi                          | Stefano Sani                                |
| 1984 | Più di così                                    | Alberto Salerno                               | Giampiero Felisatti                      | Mina                                        |
| 1985 | Dove andrò                                     | Alberto Salerno                               | Mango                                    | Mango                                       |
| 1985 | Nella baia                                     | Alberto Salerno                               | Mango                                    | Mango                                       |
| 1985 | Isole nella corrente                           | Alberto Salerno                               | Mango                                    | Laura Valente                               |
| 1985 | Tempo di blues                                 | Alberto Salerno                               | Mango                                    | Laura Valente                               |
| 1985 | Donne                                          | Alberto Salerno                               | Zucchero Fornaciari                      | Zucchero Fornaciari                         |
| 1985 | Un piccolo aiuto                               | Alberto Salerno                               | Zucchero Fornaciari                      | Zucchero Fornaciari                         |
| 1985 | Tu mi piaci come questa birra                  | Alberto Salerno                               | Zucchero Fornaciari                      | Zucchero Fornaciari                         |
| 1985 | Ti farò morire                                 | Alberto Salerno                               | Zucchero Fornaciari                      | Zucchero Fornaciari                         |
| 1986 | Lei verrà                                      | Alberto Salerno                               | Mango                                    | Mango                                       |
| 1986 | La rosa dell'inverno                           | Alberto Salerno                               | Mango                                    | Mango                                       |
| 1986 | Odissea                                        | Alberto Salerno                               | Mango                                    | Mango                                       |
| 1986 | Io nascerò                                     | Alberto Salerno                               | Mango                                    | Loretta Goggi                               |
| 1986 | Non la puoi chiamare vita                      | Alberto Salerno                               | Dario Baldan Bembo                       | Loretta Goggi                               |
| 1986 | Ti amerò                                       | Alberto Salerno                               | Vangelis                                 | Nana Mouskuri                               |
| 1986 | Fotografando                                   | Alberto Salerno e Armando Mango               | Mango                                    | Loredana Bertè                              |
| 1986 | Nella casa c'era                               | Alberto Salerno                               | Zucchero Fornaciari                      | Zucchero Fornaciari                         |
| 1986 | Torna a casa                                   | Alberto Salerno                               | Zucchero Fornaciari                      | Zucchero Fornaciari                         |
| 1986 | Tempo di blues                                 | Alberto Salerno                               | Mango                                    | Laura Valente                               |
| 1986 | La farfalla                                    | Alberto Salerno                               | Mango                                    | Laura Valente                               |
| 1986 | Put me down                                    | Alberto Salerno                               | Mango                                    | Laura Valente                               |
| 1986 | Che strana estate                              | Alberto Salerno                               | Mango                                    | Laura Valente                               |
| 1986 | Lupo rosso                                     | Alberto Salerno                               | Mango                                    | Laura Valente                               |
| 1986 | Chinatown Goodbye                              | Alberto Salerno                               | Mango                                    | Laura Valente                               |
| 1986 | Nessun dolore                                  | Alberto Salerno                               | Mango                                    | Anna Bussotti                               |
| 1987 | Non si può                                     | Alberto Salerno                               | Dario Michelon/Giovanni Nuti             | Giovanni Nuti                               |
| 1987 | Un dolore in fondo a tutti i pensieri          | Alberto Salerno                               | Dario Michelon/Giovanni Nuti             | Giovanni Nuti                               |
| 1987 | La notte                                       | Alberto Salerno                               | A. Mango                                 | Loretta Goggi                               |
| 1987 | Crimine d'amore                                | Alberto Salerno                               | Renato Pareti                            | Loretta Goggi                               |
| 1987 | Dal cuore in poi                               | Alberto Salerno / A. Mango                    | Mango                                    | Mango                                       |
| 1987 | Attimi                                         | Alberto Salerno / A. Mango                    | Mango                                    | Mango                                       |
| 1987 | Stella del Nord                                | Alberto Salerno                               | A. Mango                                 | Mango                                       |
| 1987 | Arcobaleni                                     | Alberto Salerno                               | Mango                                    | Mango                                       |
| 1987 | Sogni                                          | Alberto Salerno                               | Mango                                    | Mango                                       |
| 1987 | Sensazione d'aria                              | Alberto Salerno                               | Mango                                    | Mango                                       |
| 1987 | Inseguendo il vento                            | Alberto Salerno                               | Mango                                    | Mango                                       |
| 1987 | Regina                                         | Alberto Salerno                               | Gianni Bella                             | Aida                                        |
| 1987 | Figlio della strada                            | Alberto Salerno                               | Mauro Paoluzzi                           | Aida                                        |
| 1987 | Male d'Africa                                  | Alberto Salerno                               | Mauro Paoluzzi                           | Aida                                        |
| 1987 | Se fossi qui                                   | Alberto Salerno                               | Mauro Paoluzzi                           | Aida                                        |
| 1987 | Scossa                                         | Alberto Salerno                               | Mauro Paoluzzi                           | Aida                                        |
| 1987 | Non c'è aiuto senza te                         | Alberto Salerno / Adelio Cogliati             | Paul Newman                              | Aida                                        |
| 1987 | Un temporale                                   | Alberto Salerno / Adelio Cogliati             | Mauro Paoluzzi                           | Aida                                        |
| 1987 | Falco                                          | Alberto Salerno                               | Mauro Paoluzzi / Luigi Macchiazzano      | Aida                                        |
| 1987 | Dimenticandoti                                 | Alberto Salerno                               | Cristiano De André                       | Cristiano De André                          |
| 1987 | L'ultimo dei rischi                            | Alberto Salerno                               | Cristiano De André                       | Cristiano De André                          |
| 1987 | La notte                                       | Alberto Salerno                               | Armando Mango                            | Loretta Goggi                               |
| 1987 | Crimine d'amore                                | Alberto Salerno                               | Renato Pareti                            | Loretta Goggi                               |
| 1987 | In volo nel futuro                             | Alberto Salerno                               | Renato Brioschi                          | Ricky Palazzolo                             |
| 1987 | Amore Intensità                                | Alberto Salerno                               | L.Visentin                               | Lijao                                       |
| 1987 | Non cadere mai in ginocchio                    | Alberto Salerno                               | Berger                                   | Berger                                      |
| 1987 | Tempi nuovi                                    | Alberto Salerno                               | Berger                                   | Berger                                      |
| 1988 | Mia madre                                      | Alberto Salerno                               | Mango                                    | Mango                                       |
| 1988 | Ferro e fuoco                                  | Alberto Salerno e Armando Mango               | Armando Mango e Mango                    | Mango                                       |
| 1988 | Il mare calmissimo                             | Alberto Salerno e Armando Mango               | Mango                                    | Mango                                       |
| 1988 | Oasi                                           | Alberto Salerno                               | Mango                                    | Mango                                       |
| 1988 | Dopo la tempesta                               | Alberto Salerno                               | Gianni Bella                             | Marcella Bella                              |
| 1988 | Le tue chiavi non ho                           | Alberto Salerno                               | Nino Buonocore                           | Nino Buonocore                              |
| 1988 | Con l'acqua alla gola                          | Alberto Salerno                               | Nino Buonocore                           | Nino Buonocore                              |
| 1988 | Gli angeli                                     | Alberto Salerno                               | Renato Brioschi                          | Aida                                        |
| 1988 | Mia mamma                                      | Alberto Salerno                               | R.Jackson/P.Pierazzoli                   | Aida                                        |
| 1988 | Ronnie                                         | Alberto Salerno                               | R.Jackson                                | Aida                                        |
| 1988 | Dio (Pretty Boy)                               | Alberto Salerno                               | R.Newman                                 | Aida                                        |
| 1988 | Quando                                         | Alberto Salerno                               | R.Rossi/L.Charlton                       | Aida                                        |
| 1988 | Il Boss                                        | Alberto Salerno                               | Renato Brioschi                          | Aida                                        |
| 1988 | Vinti e vincitori                              | Alberto Salerno                               | Umberto Smaila                           | Aida                                        |
| 1988 | La febbre del blues                            | Alberto Salerno                               | Berger                                   | Berger                                      |
| 1988 | Domani si vola                                 | Alberto Salerno                               | Berger                                   | Berger                                      |
| 1989 | Questa pappa                                   | Alberto Salerno                               | M & G Capuano                            | Aida                                        |
| 1989 | Il treno                                       | Alberto Salerno                               | Eugenio Finardi                          | Eugenio Finardi                             |
| 1991 | Lia                                            | Alberto Salerno                               | Mauro Paoluzzi                           | Andrea Mirò                                 |
| 1991 | Sensazioni                                     | Alberto Salerno                               | Mauro Paoluzzi                           | Andrea Mirò                                 |
| 1991 | Dimenticata nel blue                           | Alberto Salerno                               | Mauro Paoluzzi                           | Andrea Mirò                                 |
| 1991 | Penso a me                                     | Alberto Salerno                               | Mauro Paoluzzi                           | Andrea Mirò                                 |
| 1991 | Musica nei bar                                 | Alberto Salerno                               | G. Vanni / C. D'Onofrio / P. Costa       | Tomato                                      |
| 1991 | Vorrei una donna                               | Alberto Salerno                               | G. Vanni / C. D'Onofrio / P. Costa       | Tomato                                      |
| 1991 | Viaggiatori della luna                         | Alberto Salerno                               | G. Vanni / C. D'Onofrio / P. Costa       | Tomato                                      |
| 1991 | Nasce il sole                                  | Alberto Salerno                               | G. Vanni / C. D'Onofrio / P. Costa       | Tomato                                      |
| 1991 | Sado Song                                      | Alberto Salerno                               | G. Vanni / C. D'Onofrio / P. Costa       | Tomato                                      |
| 1991 | Notte di periferia                             | Alberto Salerno                               | Mauro Paoluzzi                           | Paola De Mas                                |
| 1993 | E così viene Natale                            | Alberto Salerno                               | Zucchero Fornaciari / Glezos             | Zucchero Fornaciari                         |
| 1993 | A volte nevica a giugno                        | Alberto Salerno                               | Zucchero Fornaciari                      | Zucchero Fornaciari                         |
| 1993 | Ballatime mood                                 | Alberto Salerno                               | Zucchero Fornaciari                      | Zucchero Fornaciari                         |
| 1995 | Papà perché                                    | Alberto Salerno                               | Zucchero Fornaciari                      | Zucchero Fornaciari                         |
| 1995 | Senza rimorso                                  | Alberto Salerno                               | Zucchero Fornaciari                      | Zucchero Fornaciari                         |
| 1995 | Niente da perdere                              | Alberto Salerno                               | Zucchero Fornaciari                      | Zucchero Fornaciari                         |
| 1996 | Menta e rosmarino                              | Alberto Salerno                               | Zucchero Fornaciari                      | Zucchero Fornaciari                         |
| 1996 | Anna sul calendario                            | Alberto Salerno                               | Claudio Mattone                          | Neri per caso                               |
| 1996 | La segreteria                                  | Alberto Salerno                               | Claudio Mattone                          | Neri per caso                               |
| 1996 | Perché di notte                                | Alberto Salerno                               | Claudio Mattone                          | Neri per caso                               |
| 1997 | Sei tu                                         | Alberto Salerno                               | Claudio Mattone                          | Syria                                       |
| 1997 | La terra gira                                  | Alberto Salerno                               | Claudio Mattone                          | Syria                                       |
| 1997 | L'angelo                                       | Alberto Salerno                               | Claudio Mattone                          | Syria                                       |
| 1997 | Un due tre                                     | Alberto Salerno                               | Claudio Mattone                          | Syria                                       |
| 1997 | Così mi butto via                              | Alberto Salerno                               | Claudio Mattone                          | Syria                                       |
| 1997 | Lasciami parlare                               | Alberto Salerno                               | Claudio Mattone                          | Syria                                       |
| 1998 | Luce                                           | Alberto Salerno                               | Mango, Armando Mango e Rocco Petruzzi    | Mango e Zenima                              |
| 1999 | Senza pietà                                    | Alberto Salerno                               | Claudio Guidetti                         | Anna Oxa                                    |
| 1999 | Le stagioni dei disinganni                     | Alberto Salerno                               | Fio Zanotti / Gianni Belleno             | Anna Oxa                                    |
| 1999 | Verrai                                         | Alberto Salerno                               | Fio Zanotti / Claudio Guidetti           | Anna Oxa                                    |
| 1999 | Camminando, camminando                         | Alberto Salerno                               | Fio Zanotti / Gianni Belleno             | Anna Oxa                                    |
| 1999 | Luci e ombre                                   | Alberto Salerno                               | Fio Zanotti / Gianni Belleno             | Anna Oxa                                    |
| 1999 | Come dirsi ciao                                | Alberto Salerno                               | Fio Zanotti / Claudio Guidetti           | Anna Oxa                                    |
| 1999 | Il dio della luna                              | Alberto Salerno                               | Fio Zanotti / Gianni Belleno             | Anna Oxa                                    |
| 1999 | Don't Cry, Sweet Love                          | Alberto Salerno                               | Fio Zanotti / Gianni Belleno             | Anna Oxa                                    |
| 2000 | Lo spirito degli alberi                        | Alberto Salerno                               | Claudio Guidetti e Eros Ramazzotti       | Eros Ramazzotti                             |
| 2003 | Per dire di no                                 | Alberto Salerno e Alexia                      | Alexia e Beppe Cominotti                 | Alexia                                      |
| 2003 | Aiutami                                        | Alberto Salerno                               | Massimo Salerno                          | Mia Martini                                 |
| 2003 | Dire no                                        | Alberto Salerno                               | Umberto Napolitano                       | Mia Martini                                 |
| 2009 | Una donna migliore                             | Alberto Salerno, Tony Maiello, Gaudi, Yavanna | Tony Maiello e Gaudi                     | Yavanna                                     |
| 2010 | La nostra età                                  | Alberto Salerno                               | Martino Corti / Fabrizio Ferraguzzo      | Martino Corti                               |
| 2018 | Lei verrà                                      | Alberto Salerno                               | Mango                                    | Giorgia                                     |
| 2018 | Terra di nessuno                               | Alberto Salerno                               | Beppe Carletti                           | Nomadi                                      |
| 2021 | Dimenticarmi de ti                             | Alberto Salerno                               | Taras Demchuk                            | Grigory Leps                                |

## Vita privata
Alberto Salerno ha sposato nel 1976 Mara Maionchi, produttrice discografica. Dal matrimonio sono nate due figlie: Giulia (nota per le sue battaglie ecologiste), madre di Niccolò (2011) e Margherita (2018), e Camilla, madre di Mirtilla (2015).

## Libri
- Alberto Salerno, Fare canzoni, David and Matthaus Editore (2016)
- Alberto Salerno a Mara Maionchi, Il primo anno va male, tutti gli altri sempre peggio, Baldini & Castoldi (2016)